# Regalian
Regalian, Regalianus (Publius Caius Regalianus) – rzymski uzurpator w Panonii w roku 260.
Były wódz cesarza Waleriana, za rządów Galiena dowódca wojsk w Ilirii, został obwołany cesarzem przez ocalałą część wojsk po stłumionym buncie Ingenuusa i przegranej bitwie pod Mursą. Podawał się za potomka Decebala, ostatniego króla Daków. Jego małżonką była pochodząca prawdopodobnie z wysokiego rodu Sulpicja Driantilla. Po kilkumiesięcznym panowaniu został zamordowany przez własnych żołnierzy. 
Wspomina o nim kilkakrotnie Historia Augusta, uwydatniając jego rangę wśród głównych dowódców cesarskich oraz podkreślając jego doświadczenie i talent jako wojskowego. Znane są nieliczne monety (bilonowe antoniniany przebijane z cudzych emisji) z jego wizerunkiem i inskrypcją C P C REGALIANVS AVG, pochodzące najpewniej z mennicy w Carnuntum.